# Gross-Rosen
Groß-Rosen était un camp de concentration nazi allemand, construit en 1940 en tant que satellite de Sachsenhausen. Il s'agissait au départ d'un camp de travail dont la main-d'œuvre était employée dans les carrières de granite des environs. Il devint autonome en 1941. Il fut libéré le 14 février 1945 par l'Armée rouge. L'une des dépendances de Groß-Rosen était située dans la ville tchécoslovaque de Brunnlitz, camp qui abrita les Juifs de Schindler qui survécurent à la Shoah.
Une centaine de sous-camps situés principalement en Basse-Silésie dépendaient du camp de Groß-Rosen.
Un total de 125 000 prisonniers a été interné dans ce camp et 40 000 d'entre eux y sont morts.
Le site de Groß-Rosen, à quelques kilomètres au sud du village de Rogoźnica - à l'origine sur le territoire allemand - est englobé par la Pologne depuis la modification en 1945 de la frontière entre l'Allemagne et la Pologne.

## Commandants du camp
Durant la période initiale de Gross-Rosen de fonctionnement comme un sous-camp formel de Sachsenhausen, les deux officiers SS-Lagerführer suivants ont servi de commandant des différents camps :
- SS-Untersturmführer Anton Thumann
- SS-Untersturmführer Georg Gussregen

De mai 1941 jusqu'à la libération, les fonctionnaires suivants ont servi de commandants entièrement indépendants du camp de concentration de Gross-Rosen :
- SS-Obersturmbannführer Arthur Rodl : mai 1941 – septembre 1942
- SS-Hauptsturmführer Wilhelm Gideon (en) : septembre 1942 – octobre 1943
- SS-Sturmbannführer Johannes Hassebroek : octobre 1943 jusqu'à l'évacuation

## Liste des sous-camps de Gross-Rosen
L'expansion la plus ambitieuse du système de Gross-Rosen des camps de travail a eu lieu en 1944 en raison de la demande accélérée du soutien de l'avancement du front.
On estime que leur nombre total a atteint 100 à ce moment selon la liste de leurs destinations officielles.
| 1. Aslau (Osła) 2. Bad Warmbrunn (Cieplice Śląskie-Zdrój) 3. Bautzen (in Bautzen) 4. Bernsdorf (in Bernartice) 5. Birnbäumel (Gruszeczka) 6. Bolkenhain (Bolków) 7. Brandhofen (in Brandhofen) 8. Breslau I (Wrocław) 9. Breslau II (Wrocław) 10. Breslau-Hundsfeld (Wrocław) 11. Breslau-Lissa (Wrocław-Leśnica) 12. Brieg-Pampitz (in Pępice) 13. Brünnlitz 14. Buchwald-Hohenwiese 15. Bunzlau I (Bolesławiec) 16. Bunzlau II 17. Christianstadt (Krzystkowice) 18. Dyhernfurth I (Brzeg Dolny) 19. Dyhernfurth II (Brzeg Dolny) 20. Freiburg (Świebodzice) 21. Friedland (Mieroszów) 22. Fünfteichen (Miłoszyce) 23. Fürstenstein (Książ) 24. Gabersdorf (de) (in Trutnov) 25. Gablonz 26. Gassen (Jasień) 27. Gebhardsdorf (Giebułtów) 28. Geppersdorf 29. Görlitz (Zgorzelec) 30. Gräben (Grabina, Strzegom) 31. Grafenort (Gorzanów) 32. Gräflich-Röhrsdorf (Skarbowa Wrocław) | 1. Gross Koschen 2. Gross-Rosen (Rogoźnica) 3. Grulich (Kraliky) 4. Grünberg I 5. Grünberg II 6. Guben (Gubin) 7. Halbau (Ilowa) 8. Halbstadt (Meziměstí) 9. Hartmannsdorf (Miłoszów) 10. Hausdorf (Jugowice) 11. Hirschberg (Jelenia Góra) 12. Hochweiler (Wierzchowice) 13. Hohenelbe (Vrchlabi) 14. Hundsfeld (Psie Pole) 15. Kaltenbrunn (Studzienno) 16. Kaltwasser (Zimna (en)) 17. Kamenz (Kamenz) 18. Kittlitztreben (Trzebień) 19. Klein Radisch (Radšowk [de]) 20. Königszelt (Jaworzyna) 21. Kratzau I (Chrastava) 22. Kratzau II (Zitt-Werke AG) 23. Kunnerwitz 24. Kurzbach (Bukołowo, Milicz) 25. Landeshut (Kamienna Góra) 26. Langenbielau I (Bielawa) 27. Langenbielau II 28. Lärche (Glinica) 29. Liebau (Lubawka) 30. Ludwigsdorf (Ludwikowice) 31. Mährisch Weisswasser (Bílá Voda) 32. Markstädt (Jelcz-Laskowice) | 1. Merzdorf (Marciszów) 2. Mittelsteine (Ścinawka Średnia) 3. Morchenstern (Smržovka) 4. Namslau (Namysłów) 5. Neiße (Nysa) 6. Neusalz (Nowa Sól) 7. Niederoderwitz (near Zittau) 8. Niesky (in Niesky) 9. Nimptsch (Niemcza) 10. Ober Altstadt (Staré Město) 11. Ober Hohenelbe 12. Parschnitz I (Poříčí [cz]) 13. Parschnitz II (Poříčí) 14. Peterswaldau (Pieszyce) 15. Rauscha (Ruszów) 16. Reichenau (Rychnov) 17. Reichenbach (Dzierżoniów) 18. Rennersdorf 19. Sackisch 20. Schatzlar 21. Schertendorf (Przylep) 22. Schlesiersee I (Sława) 23. Schlesiersee II 24. St. Georgenthal (Jiřetín) 25. St. Georgenthal II 26. Treskau (Owińska) 27. Waldenburg (Wałbrzych) 28. Weisswasser 29. Wiesau 30. Wüstegiersdorf (Głuszyca Górna) 31. Zillerthal-Erdmannsdorf 32. Zittau |

## Gross-Rosen dans les marches de la mort
En janvier 1945, le camp devient une étape dans l'évacuation des déportés depuis les camps situés plus à l'Est. Au cours des dernières semaines de janvier, le camp est rapidement surpeuplé en raison de l'arrivée des déportés d'Auschwitz, évacués dans la précipitation à partir du 16 janvier 1945 : des baraquements prévus pour 100 détenus en hébergent jusqu'à 400.

## Évacuation du camp en février 1945
Appuyé sur les instructions de HSSPF du Bohême, envoyées en novembre 1944, Johannes Hassebroek, alors commandant du camp, ordonne l'évacuation du camp à compter du 11 février 1945. Cette évacuation s'effectue selon des ordres, diversement exécutés dans les camps satellites, de supprimer tout détenu qui serait susceptible de ralentir la progression. L'évacuation des camps satellites se fait par étapes au cours de l'hiver et du printemps 1945 (jusqu'à la veille de la capitulation en fait) : dans un premier temps, elle concerne surtout les camps satellites de l'Est de l'Oder, dont les détenus sont envoyés dans des camps plus à l'Ouest, puis, à partir d'avril, les détenus se trouvant dans des camps de l'Est de l'Elbe, envoyés plus à l'Ouest. À partir du moment où ils parviennent à l'Ouest de l'Oder, certains détenus font le voyage en train dans des conditions épouvantables.

## Prisonniers notables
- Leon Lewkowicz survivant de la Shoah. Champion de France poids et haltères, porteur de la flamme Olympique à Paris en 2024 à l'âge de 94 ans (1930-).
- Abbé Pierre Davignon (1912-1945), résistant belge[11].
- Henri Gaillot (1896-1944), résistant belge.
- Jules Grandjean, (1899-1945), résistant belge.
- Robert Hugues-Lambert (1908-1945), acteur français, déporté pour homosexualité, mort le 7 mars 1945.
- Claude Malraux (1920-1944), résistant français.
- Adolphe Rabinovitch (1918-1944), résistant français d'origine russe.
- François Vallée (1912-1944), résistant français, Compagnon de la Libération.
- Rose Warfman (1916-2016), résistante française.

## Galerie

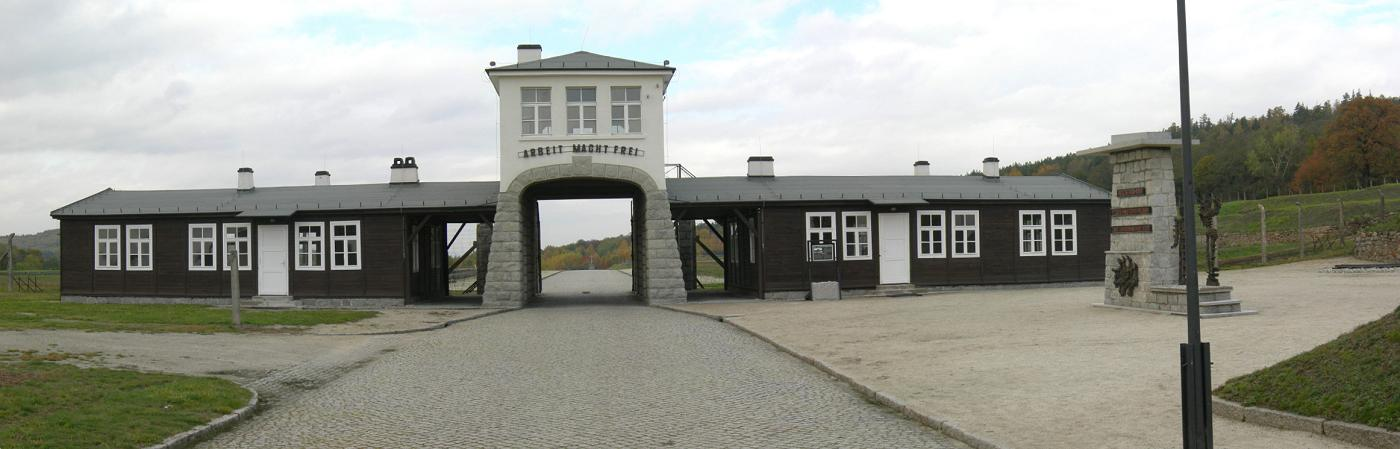
Entrée du camp
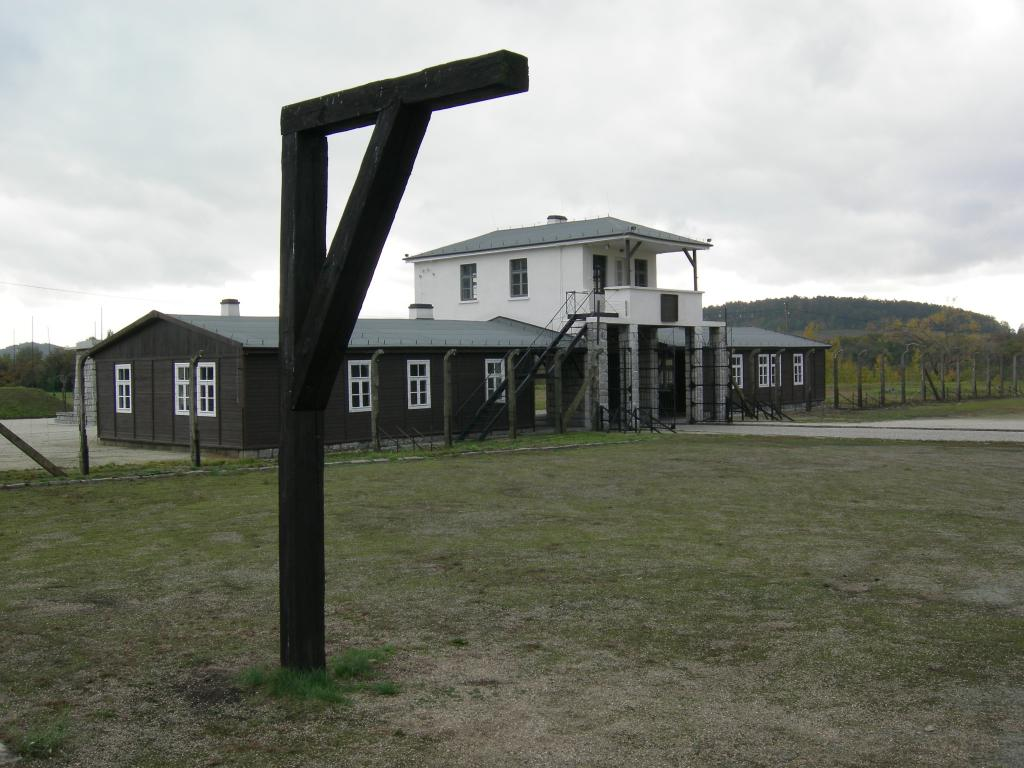
Entrée du camp et Potence
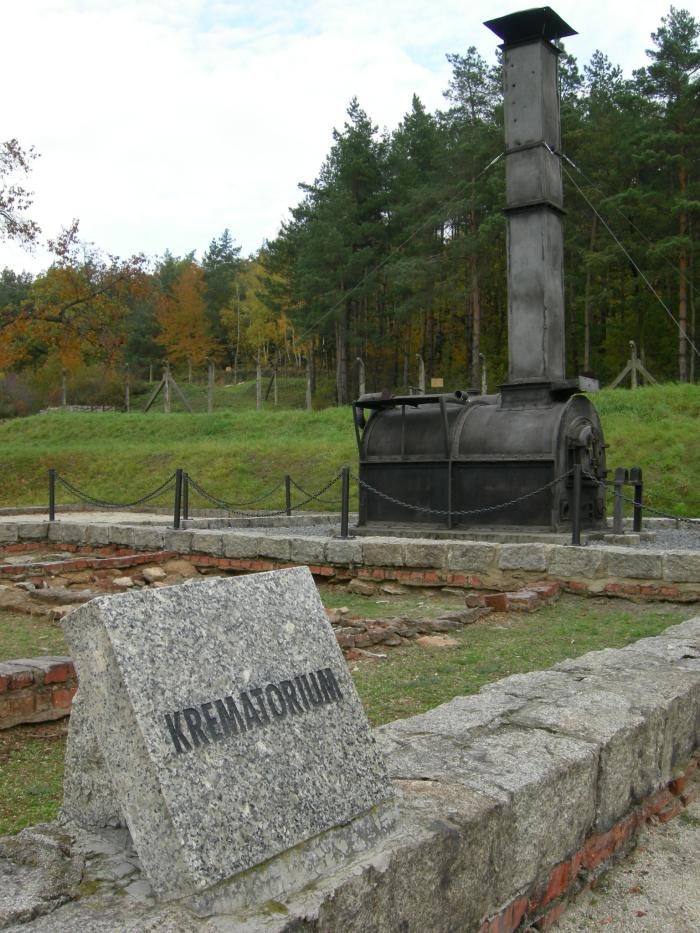
Crématoire du camp
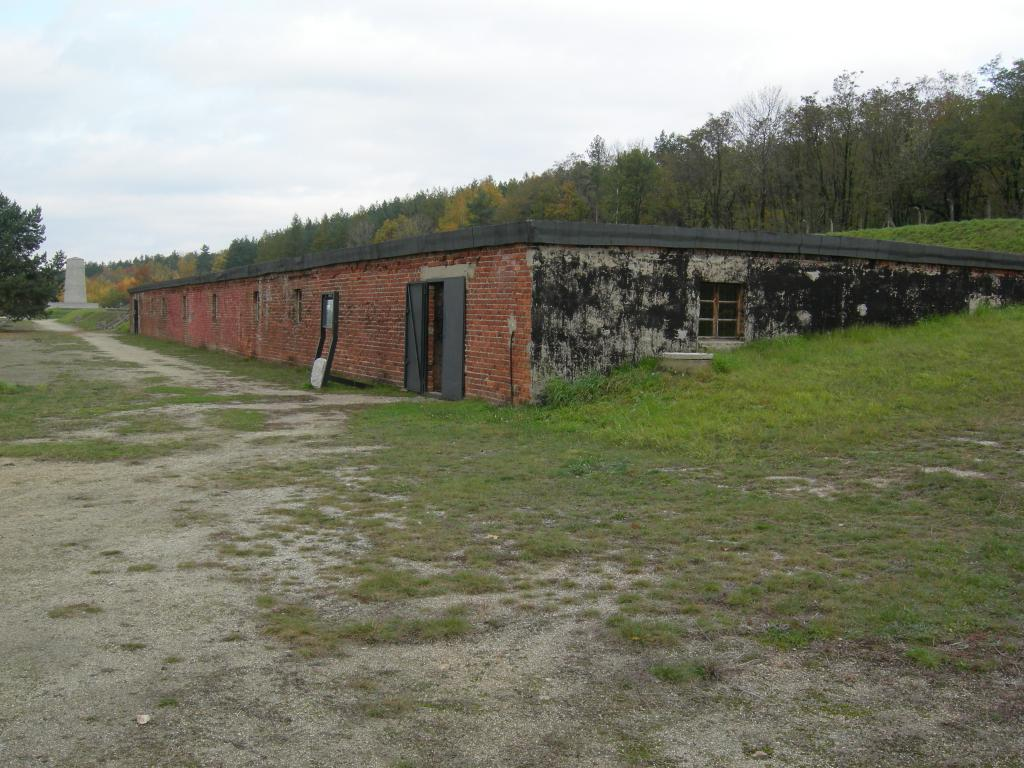
Cuisine du camp
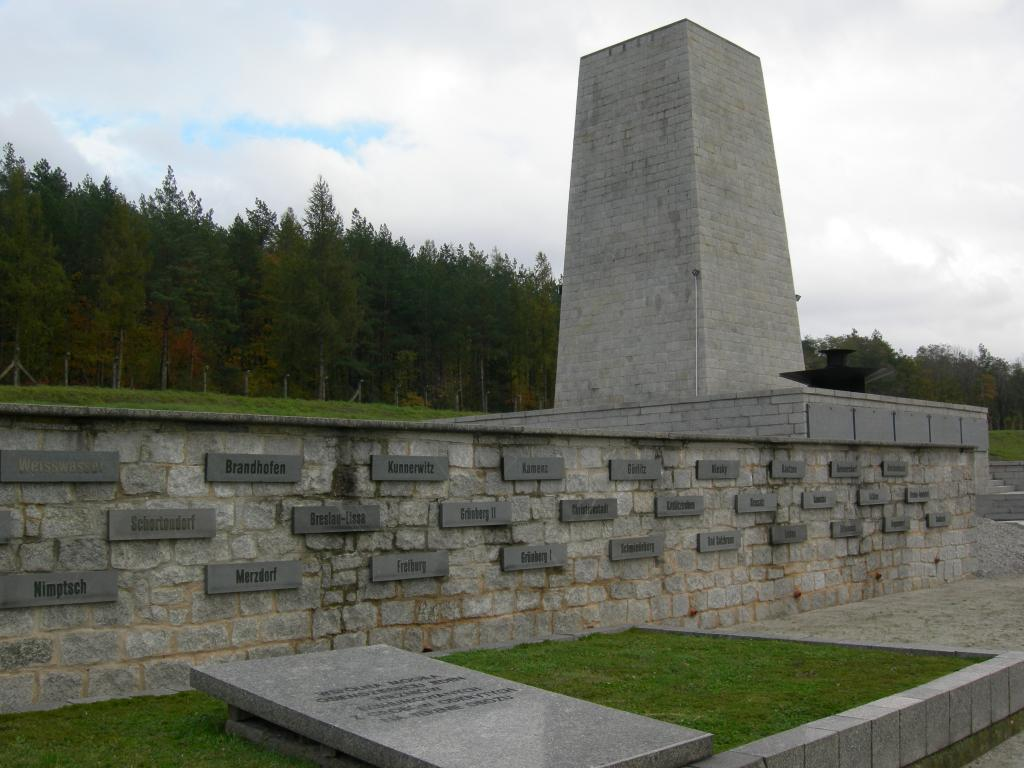
Mémorial du camp
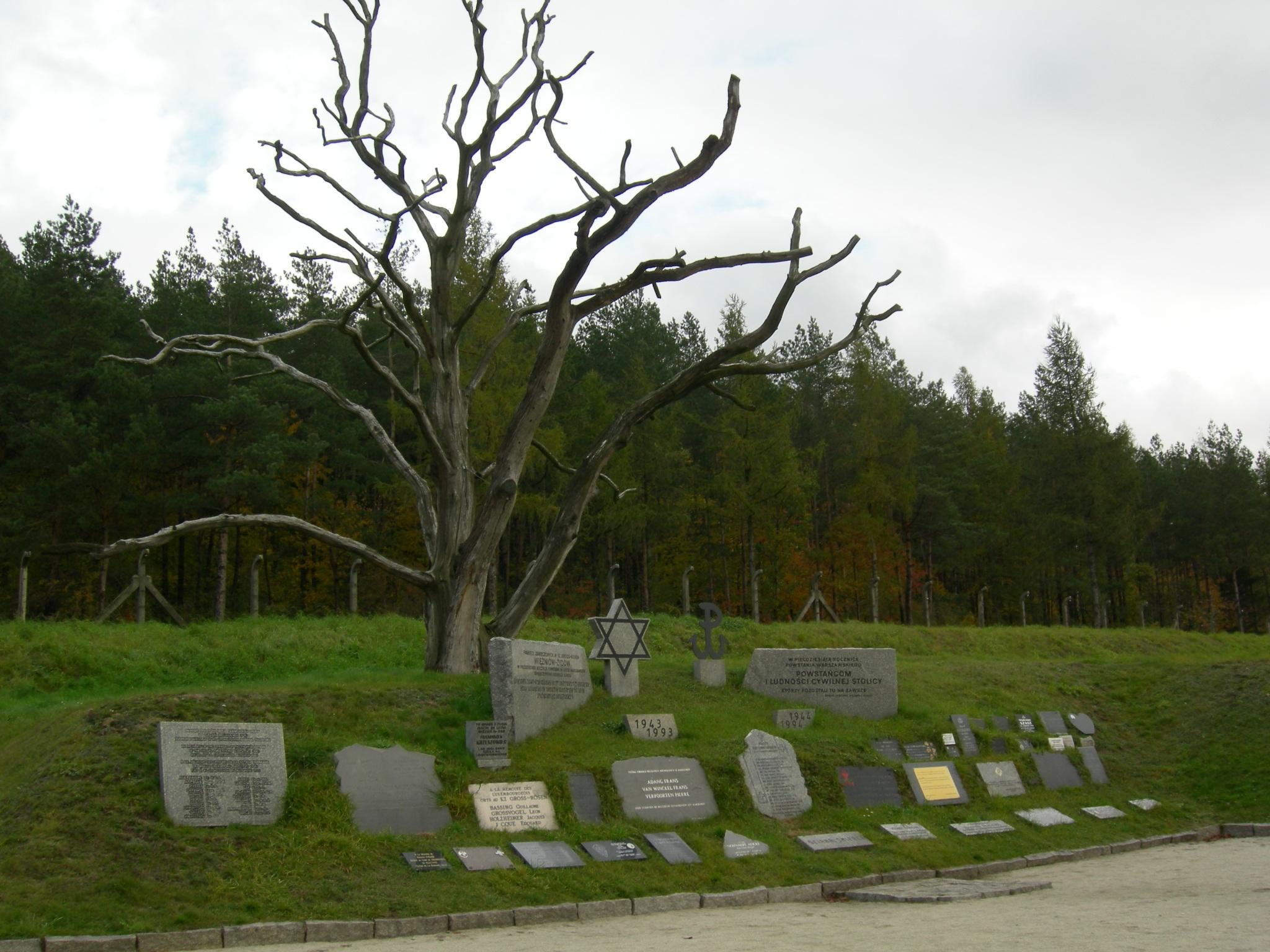
Mémorial du camp
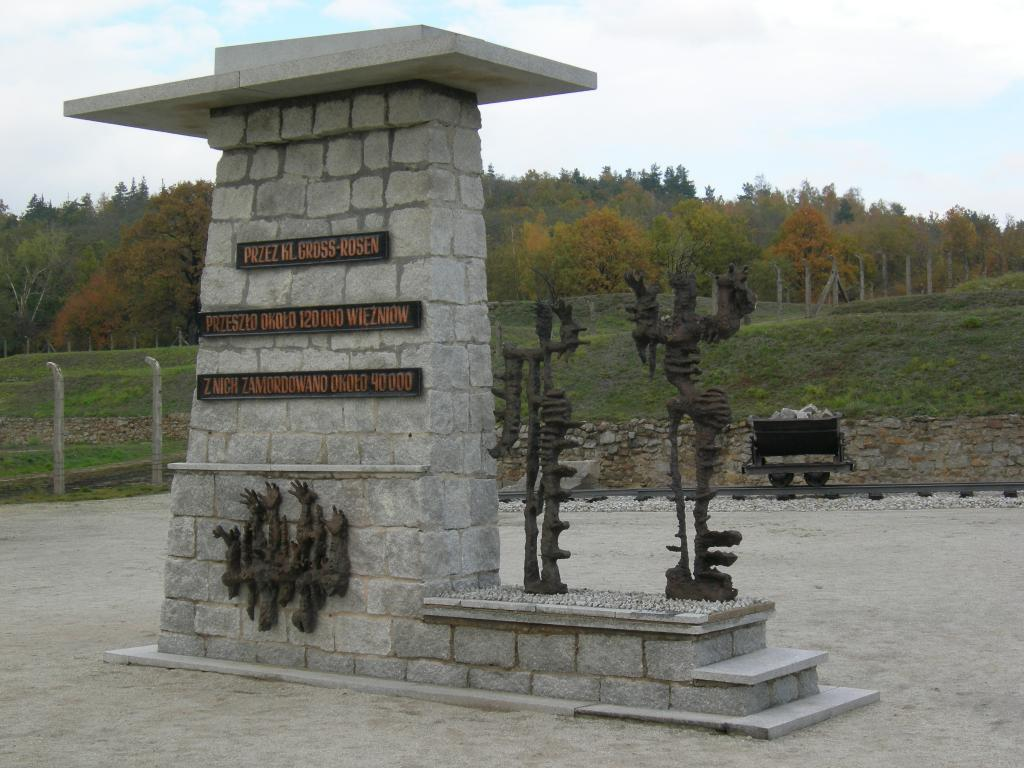
Monument à l'entrée du camp
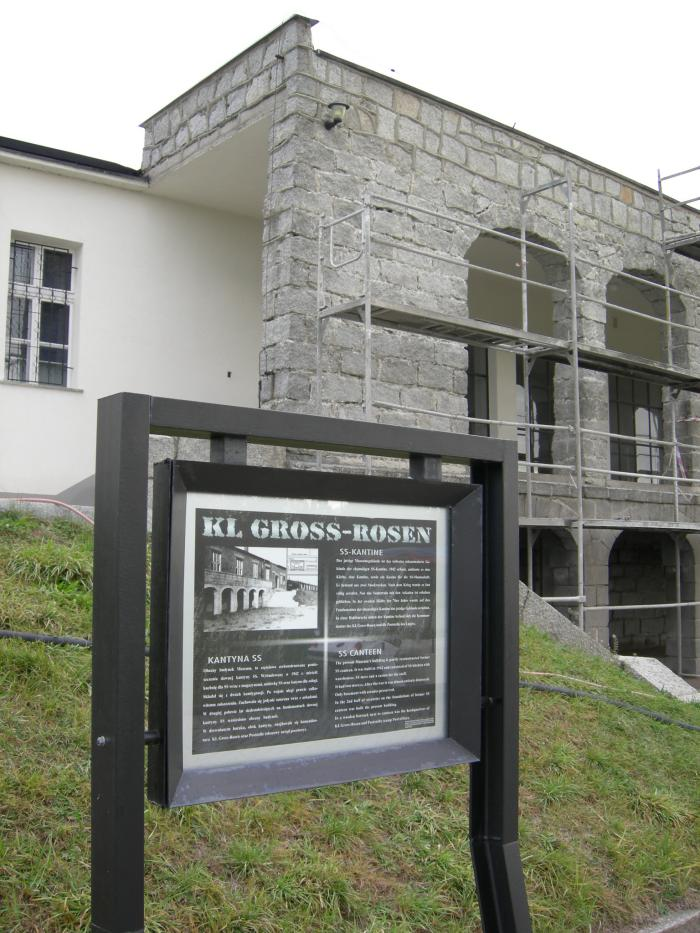
Musée du camp situé dans l'ancienne cantine des SS